# Бродянский, Давид Лазаревич
Давид Лазаревич Бродянский (24 октября 1936, Житомир — 13 апреля 2017, Владивосток) — советский и российский археолог, специалист по первобытной археологии юга Дальнего Востока. Доктор исторических наук (1995). Автор более 300 научных публикаций. С 1962 по 2015 гг. — преподаватель, доцент, профессор Дальневосточного государственного университета (ныне Дальневосточный федеральный университет).

## Биография
Родился в семье офицера-связиста и работницы кондитерской фабрики. В начале Великой Отечественной войны семья была эвакуирована в Зеленодольск. Отец, Лазарь Давидович Бродянский (1909 — после 1985), уроженец Николаева, ушёл на фронт, защищал подступы к Киеву, там же попал в окружение, но сумел выйти в расположение советских войск. После выхода из окружения, был отправлен в спецлагерь, из которого вышел после проверки органами госбесопасности; награждён орденом Красной Звезды (1945), медалями.
В 1954 году окончил среднюю школу в городе Николаеве; несмотря на хорошую учёбу, медали не получил. В 1955 году начал работать электрослесарем на Южно-турбинном заводе в Николаеве. В 1957 году уволился с завода, решил учиться в университете. Первоначально планировал стать журналистом, но в итоге поступил на Восточный факультет Ленинградского университета.
Увидел щит Восточного факультета Ленинградского университета и решил стать китаистом, причём заниматься непременно археологией – почему, до сих пор не могу понятьД. Л. Бродянский
В 1962 году окончил Ленинградский университет по специальности «История Китая» с отличием, защитил диплом по культуре луншань. Его научным руководителем был А. П. Окладников; под его руководством участвовал в ряде археологических экспедиций — таких, как раскопки города Мирмекия в Керчи (1958), раскопки поселения янковской культуры Песчаное (1960), и Красноярского городища (столица государства Восточное Ся, 1960). В 1961 году участвовал в экспедиции в Хакасию, где работал на Ужурском и Изыкчульском могильниках под руководством Н. Л. Членовой.
В 1962 году получил от ректора Дальневосточного государственного университета (ДВГУ) Б. Н. Казанского приглашение работать на вновь открывшемся восточном факультете; вскоре, по решению проректора ДВГУ, был поставлен читать лекции и на историческом факультете. В первые 15 лет преподавательской работы число читаемых им предметов доходило до 7 в год; в их число входили история первобытного общества, археология — у историков, история Китая, география Китая, древнекитайский язык — у китаистов.
В 1963 году организовал первый выезд с историками-практикантами на раскопки Малой Подушечки к Ж. В. Андреевой. Вместе с Н. Н. Забелиной, которую считал вторым, после Окладникова, учителем в археологии, проводил раскопки многослойного памятника Майхэ-1 (Олений А). В 1964—1966 годах следуют ежегодные полевые практики и экспедиции на целую группу многослойных поселений в районе села Майхэ (Олений-парники, Олений А, Б, В, Г). Несколько раз в Майхэ приезжал А. П. Окладников, с ним же Д. Л. Бродянский работал в октябре 1965 г. на палеолитических памятниках Осиновка, пещера Географического Общества, а в 1968 — на Устиновке-1.
В 1964 году вместе с А. П. Окладниковым и А. П. Деревянко раскопал на острове Петрова жилище кроуновской культуры раннего железного века с литейной мастерской и каном. Позже продолжил исследования самостоятельно — раскопал ещё три кроуновских жилища, а под ними — прорезанные жилища янковской культуры. В 1966 г. организовал выезд группы студентов в Еврейскую АО на раскопки памятника Польце (польцевская культура, ранний железный век), где было раскопано 5-е жилище этого поселения. В 1967—1968 годах по поручению А. П. Окладникова два сезона вел раскопки на многослойном поселении Чапигоу (Кроуновке-1).
В 1968 году впервые посетил поселение Синий Гай А; с 1969 по 1973 годы он руководил раскопками этого памятника. Всего было изучено 30 неолитических жилищ, 17 жилищ бронзового века, 4 погребения животных. До сих пор это единственное в Приморье полностью раскопанное поселение XI—IX вв. до н. э. с коллекцией бронзовых изделий, костяным панцирем и луком скифского типа. По материалам памятника ученый выделил синегайскую культуру бронзового века и поздний (четвёртый) этап в развитии зайсановской культуры эпохи неолита. В те же годы велись раскопки небольшого поселения Синий Гай Б, отнесенного Д. Л. Бродянским к финальному (пятому) этапу зайсановской культуры. В 1978 году им было раскопано Рудановское городище — многослойный памятник, содержащий материалы эпох палеометалла и средневековья.
В годы, когда не удавалось организовывать самостоятельные экспедиции, вёл разведочные работы — им были открыты такие памятники, как Петровичи, Сиротинка, Перевозная, мыс Ломоносова, раковинная куча в бухте Сивучьей, Бойсмана-2 и другие. Тесно сотрудничал с археологами из Владивостока (В. И. Болдиным, В. Д. Леньковым, Э. В. Шавкуновым, А. Н. Поповым) и Новосибирска (Р. С. Васильевским, В. Е. Медведевым, С. А. Гладышевым, В. А. Кашиным, А. К. Конопацким). Посетил Курильские острова (1974), Сахалин (1980), участвовал в раскопках 2-го Николаевского городища (1975, 1977), Екатериновского городища (1976), Абрикосовского поселения (1976), Лидовки-1 (1979), Устиновки-1 (1980), Краскинского городища (1984—1985), Малой Гавани (1986) и др.
В последние годы являлся неизменным участником экспедиций Учебно-научного музея ДВФУ, каждый сезон вывозил на практику студентов; в составе этих экспедиций работал на памятниках Бойсмана-2, Бойсмана-3, Лузанова Сопка-2, Сергеевка-1, Ветка-2 и др.

## Вклад в науку
Сфера научных интересов Д. Л. Бродянского чрезвычайно широка. В ранние годы своей научной работы стал известен как специалист по культурам эпохи металла. В 1969 г. в Новосибирске под руководством А. П. Окладникова защитил кандидатскую диссертацию «Южное Приморье в эпоху освоения металла (II—I тыс. до н. э.)», в которой выделил майхинский вариант янковской культуры, три этапа в развитии кроуновской культуры, предложил идею древнего земледелия в Приморье. В дальнейшем продолжил работу с культурами палеометалла, также обратившись к культурам неолита: выделил синегайскую культуру бронзового века (1974), анучинскую культуру эпохи палеометалла (1996), впервые в систематизированном виде описал памятники польцевской культуры на территории Приморья (1987). В 1979 году предложил периодизацию неолита Приморья и Приамурья, несколькими годами позже — периодизацию кондонской (3 этапа) и зайсановской культур (5 этапов). Описал «мелкоштамповую» керамику в неолите Приморья (впоследствии определённую как бойсманская культура). Результаты этих исследований обобщены в его монографиях «Введение в дальневосточную археологию» (1987) и «Археология Приморья» (1996); последняя издана в Сеуле на корейском языке. На региональном уровне ввёл в употребление целую серию понятий: «Приамурско-маньчжурская археологическая провинция», «тихоокеанская археология», «палеометалл», «мезолит с керамикой» и др.
Целая серия его работ посвящена проблемам палеоэкономики древних культур Приморья. В 1969 году вместе с А. П. Окладниковым разработал концепцию дальневосточного очага древнего земледелия. Спустя более 25 лет после публикации этой концепции существование земледелия в неолите Приморья становится общепризнанным.
В 1985 году совместно с гидробиологом В. А. Раковым первым в мировой археологии выделил первобытную аквакультуру — третью отрасль производящего хозяйства, зарождающуюся в каменном веке. Несколько работ Д. Л. Бродянский посвятил биостратиграфии неолита и палеометалла, обобщенных в составленном с В. А. Раковым «Каталоге фауны из археологических памятников Приморья» (2004).
С 1990-х гг. занимался историей дальневосточной археологии. Впервые предложил периодизацию истории археологического изучения региона (4 этапа), освещает деятельность И. А. Лопатина, М. И. Янковского, И. С. Полякова, В. П. Маргаритова, Ф. Ф. Буссе, А. В. Елисеева, А. И. Разина, Ю. П. Медведева и многих других археологов-дальневосточников. Особое место в этом направлении исследований занимают фигуры В. К. Арсеньева и А. П. Окладникова. К заслугам Д. Л. Бродянского относится публикация неизвестных археологических рукописей В. К. Арсеньева и возвращение в науку незаслуженно забытых имен археологов-фронтовиков (Ю. П. Медведева, А. В. Мачинского и др.). Результаты этих исследований обобщены в двух книгах Д. Л. Бродянского — «Очерки истории дальневосточной археологии (с публикацией лекции В. К. Арсеньева)» (2000) и «Люди и проблемы дальневосточной археологии (очерки, эссе, статьи, доклады)» (2004).
С 1978 г. занимался проблемами древнего искусства — по количеству публикаций это его ведущая тематика. Разрабатывал проблему искусства янковской, а с 1991 г. — и бойсмановской культуры. В этой области открыл мобильные (портативные) петроглифы, полиэйконическую скульптуру, календари, космограммы и др. В бойсманском искусстве выделял мифологические сюжеты: берингийские, древнекорейские, дальневосточные, евразийские. Все находки искусства в археологии Приморья собраны и опубликованы в его книге «Древнее искусство Приморья» (2002).
В связи с многолетней практикой преподавания «Истории первобытного общества» разрабатывал и проблемы первобытной истории (им самим для её обозначения был предложен термин «палеоистория»). В этом русле им опубликовано несколько статей, учебники «Каменный век» (1977) и «Человек, Культура, Общество: от рождения до порога цивилизаций» (1995, 2003).
Много усилий прилагал к пропаганде археологических знаний. В 1973 году он создал в ДВГУ археологический музей, возрождённый в новом виде в 1999 году (ныне — часть Учебно-научного музея ДВФУ). В нём он постоянно работает со школьниками и студентами, проводит занятия, экскурсии. С 1987 по 1994 годы вёл в ДВГУ археологический семинар — в нем участвовали как археологи из Владивостока, так и приезжие специалисты. Для студентов написал серию учебных пособий «Тихоокеанская археология»; данное издание быстро переросло рамки учебного, став единственным серийным археологическим изданием на Дальнем Востоке. По состоянию на 2010 год в свет вышло семнадцать выпусков «Тихоокеанской археологии».
По совокупности опубликованных работ в 1995 году защитил в Новосибирске докторскую диссертацию «Неолит и палеометалл Южного Приморья».
Более полувека преподавал в ДВГУ/ДВФУ, у него училось более пяти тысяч студентов. Многие из них стали кандидатами и докторами наук по специальностям «археология» и «востоковедение».